# Giulio Cesare Stella
Giulio Cesare Stella (Roma, 1564 - Roma, 1624) fue un poeta latino y humanista italiano, autor de Columbeis, la primera epopeya culta sobre el descubrimiento de América.

## Biografía
Giulio Cesare Stella nació en Roma en 1564 en el seno de una familia noble de origen bresciano. Perdió a su padre cuando tenía seis años. No parece que la madre se volviera a casar, pero la ausencia del padre fue mitigada por la presencia de Filippo Neri, un viejo amigo del tío de Stella, Bartolomeo. Bajo la influencia de Filippo Neri, Stella comenzó sus estudios en el Collegio Romano de los jesuitas. Sus talentos literarios atrajeron la atención del jesuita Francesco Benci, profesor de retórica en dicha institución, quien le presentó a Marc-Antoine Muret, uno de los más grandes humanistas de la época. En 1589, todavía muy joven, publicó los dos primeros libros de Columbeis, acogidos con entusiasmo por Muret, Fulvio Orsini y Pietro degli Angeli.
Habiéndose convertido en chambelán del Papa, lo que hoy llamaríamos un camarlengo, responsable de la casa, aposentos y demás cámaras del Papa, y como miembro de su corte siguió a Clemente VII a Ferrara, donde el Papa celebró el matrimonio por poderes entre Margarita de Austria y Felipe II. También en Ferrara, ese mismo año, Stella publicó una oda en honor de Juan Fernández de Velasco, una figura importante de la corte española, y se casó con la joven aristócrata de Ferrara Ginevra Roverelli.
Stella tenía entonces treinta años y se había ganado una reputación como autor de composiciones de circunstancias. Compuso un Epitalamio en 1600 para celebrar la boda entre Ranuccio Farnese y Margherita Aldobrandini, y a 1602 una elegía fúnebre a la muerte de Giovanni Francesco Aldobrandini.
En la primavera de 1618 Stella fue a Nápoles, donde se hizo amigo del poeta español Francisco de Quevedo, mano derecha del III Duque de Osuna, virrey de Nápoles, de quien celebró en una oda latina la Orden de Santiago que le habían concedido y su vuelta a Nápoles (Ad Don Franciscum Quevedum / comitis Julii Caesaris Stellae ode, 1618). A partir de 1622 se sumergió por completo en la composición y publicación de nuevas obras. En ese año Stella publicó dos poemas dedicados a San Isidro Labrador y San Felipe Neri, recientemente canonizados por Gregorio XV. También continuó trabajando en la continuación de su Columbeis, como demuestra una carta en verso escrita ese mismo año y dirigida al poderoso Baltasar de Zúñiga y Velasco, presidente del Consejo de Italia. Murió en Roma dos años después, en 1624, sin haber terminado su poema.

## Obras
Stella es famoso por el Columbeis, un poema épico neolatino en dos libros (de los cuatro que tenía proyectados) de 602 y 581 hexámetros latinos, con una clara inspiración virgiliana, sobre el descubrimiento de América. Tuvo cuatro ediciones entre 1585 y 1590, y se han conservado cuatro copias manuscritas en bibliotecas de Florencia, Padua y el Vaticano.
Los Columbeidos libri priores fueron publicados por vez primera en Londres (1585), por Giacomo Castelvetro, sobrino del famoso editor Lodovico Castelvetro, comentarista de la Poética de Aristóteles. En 1589 se publicó una segunda edición en Roma, con un prefacio del orgulloso maestro de Stella, el jesuita Francesco Benci. Benci elogió el poema de su alumno Stella con expresiones entusiastas como "factum quidem ad exemplar antiquorum, sed tale, ut exemplum sit futurum posteris, qui similia vel cupient vel audebunt".
El Columbeis de Stella está dedicado a Felipe de Austria, hijo del rey Felipe II de España y Ana de Austria, hija del emperador Maximiliano II. El infante Felipe, nacido en 1578, fue rey de España como Felipe III desde 1598 hasta 1621; por lo tanto, tenía tres o cuatro años cuando Stella comenzó su poema, alrededor de 1581/2.
El título del poema ya indica que el autor había planeado una continuación en otros dos libros, a saber, Columbeidos libri posteriores duo que, sin embargo, nunca se publicaron: incluso se debate si los otros dos libros se iniciaron, o terminaron en una versión manuscrita. Pero no se conoce ni hay noticias de un manuscrito de estos libros, que han de considerarse desaparecidos, y el manuscrito original de los dos primeros libros impresos tampoco se conserva. La edición londinense de 1585 forma parte del programa editorial de Giacomo Castelvetro, quien en el mismo período promovió en Londres algunas ediciones de poetas italianos (por ejemplo de Giovanni Battista Guarini o Torquato Tasso) y también ensayos de poetas jóvenes como Solymeis (1584) de Scipione Gentili, una versión latina del primer canto de la Gerusalemme liberata. La edición romana de 1589 es, sobre todo, una respuesta a De navigatione Christophori Columbi libri quattuor de Lorenzo Gambara, promovida prematuramente por Francesco Benci, quien obviamente estaba orgulloso del talento poético de su alumno y la declaró como la primera edición, sin tener en cuenta -deliberadamente o no- la edición de Londres.
El prólogo de esta obra se basa en gran medida en el de la Eneida de Virgilio. Así como Eneas fue el primero en viajar de Troya a Italia y encabezar "guerras piadosas" para fundar allí una ciudad e introducir el culto a sus dioses, Cristóbal Colón, cuyo nombre de pila significa "portador de Cristo", fue el primero en viajar desde España al Nuevo Mundo para "establecer allí colonias seguras para su pueblo e instituir ritos piadosos y prácticas sagradas" de la religión cristiana. Las primeras líneas del relato virgiliano sitúan al lector in medias res (en el centro de la historia) cuando la diosa Juno, hostil al proyecto del héroe, envía una tormenta para dispersar su flota. En el poema de Stella es Satanás quien quisiera enviar una tormenta contra la flotilla de Colón, pero se lo impide Dios Padre, que quiere que lo logre.
Los poemas cristianos sobre la colonización de América, tanto entre los católicos españoles y portugueses como entre los protestantes ingleses, retoman de buen grado el tema del Nuevo Mundo como la tierra de Satanás bajo un disfraz paradisíaco, y la tempestad forma parte de las pruebas impuestas a los colonizadores cristianos. José de Anchieta, en 1563, muestra la colonización de Brasil como una victoria de Dios contra Satanás; Gabriel Lobo Lasso de la Vega, autor en 1594 de una epopeya sobre la conquista de México por Hernán Cortés, muestra a Satanás pidiendo a Neptuno que envíe la tormenta contra la flota española, y un arcángel se lo impide.
Anne-Marie du Boccage plagió algunos pasajes varias veces en su Colombiade. Otras obras de Stella son:
- I. Ad Garsiam Loaisan Philippi Hisp. principios institutorem, carmen, Ibíd., 1594, en-4°.
- II. Ad Margaritam austria Philippi III, Hisp. regis, sponsam, Ferrariam venientem, Ferrara, 1598, in-4°.
- III. In Raynutii Farnesi y Margaritæ Aldobrandinæ nuptias, carmen, Roma, 1600, in-4°.
- IV. In Joann. Franc. Aldobrandini S.R.E. ducis generalis obitum, elegia, ibid., 1602, in-4°.

## Ediciones
- La Columbeida. Introducción, edición crítica, traducción anotada e índices a cargo de Javier Sánchez Quirós, Alcañiz / Madrid: Instituto de Estudios Humanísticos del CSIC, 2010.